# Jann Haworth

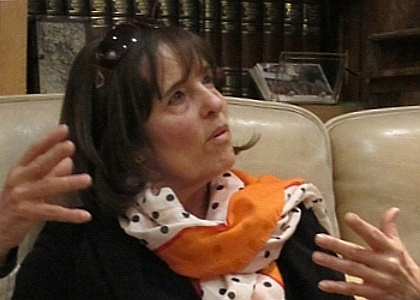
Jann Haworth 2012

Jann Haworth (* 1942 in Los Angeles, Kalifornien) ist eine US-amerikanische Pop-Art-Künstlerin. Sie ist bekannt für ihre Mitarbeit am Cover des Beatles-Albums Sgt. Pepper’s Lonely Hearts Club Band.

## Leben und Wirken
Jann Haworth wuchs in Hollywood auf. Ihre Mutter Miriam Haworth war Malerin, Grafikerin und Keramikerin. Ihr Vater Ted Haworth (1917–1993) war Szenenbildner. Als Artdirector wirkte er an zahlreichen Spielfilmen mit, darunter Der Fremde im Zug, Marty, Der längste Tag und Manche mögen’s heiß. Für Sayonara wurde er 1957 mit dem Oscar in der Kategorie Bestes Szenenbild ausgezeichnet.
Die Eltern von Jann Haworth ließen sich scheiden, als sie sechs Jahre alt war. In ihrer Jugend lernte Jann Haworth von ihrer Mutter das Nähen von Kleidung und erwarb das technische Niveau einer professionellen Schneiderin. Jann Haworth begann 1959 ihr künstlerisches Studium am Art Department der University of California in Los Angeles. 1961 setzte Haworth ihr Studium in London am Courtauld Institute of Art fort. Von 1962 bis 1963 studierte sie an der Slade School of Fine Art.
In London lernte Haworth führende Vertreter der neuentstandenen Pop-Art-Bewegung kennen, darunter Richard Hamilton, mit dem sie bereits an der Slade School of Fine Art Kontakt hatte. Sie begann 1962 Skulpturen aus genähten Stoffen, sog. Soft Sculptures, anzufertigen. Ab 1963 nahm sie an Gruppenausstellungen am Institute of Contemporary Arts teil. Auch auf Einzelausstellungen, insbesondere in der Kunstgalerie von Robert Fraser in den Jahren 1966 und 1969, wurden ihre Werke gezeigt.
Jann Haworth heiratete 1963 Peter Blake, ein bekanntes Mitglied der Londoner Pop-Art-Szene. Mit ihm zusammen entwickelte sie 1967 die Konzeption für das Cover des Beatles-Albums Sgt. Pepper’s Lonely Hearts Club Band. Mit Unterstützung von Robert Frazer als Artdirector entwarfen sie die Szenerie und fertigten zwei- und dreidimensionale Figuren an, vor denen die Beatles in Phantasieuniformen für das Cover posieren sollten. Al Vandenberg unterstützte sie als Arrangeur und Michael Cooper fertigte das Foto an. 
Die Fotosession für das Beatles-Cover fand am 30. März 1967 in den Londoner Chelsea Manor Studios von Michael Cooper statt. Ganz rechts auf dem Foto sind zwei für diese Zeit typische Stoffskulpturen von Jann Haworth zu sehen: Ein kleines Mädchen, das einen Pullover mit der Aufschrift Welcome The Rolling Stones trägt und Shirley Temple darstellen soll, und dahinter verdeckt eine alte Frau. Haworth regte nach eigener Aussage auch an, den Schriftzug BEATLES im Vordergrund mit Blumen zu gestalten. 1968 gewannen Jann Haworth und Peter Blake einen Grammy Award für das beste Albumcover. Im selben Jahr wurde ihre gemeinsame Tochter Liberty Blake geboren.
Jann Haworth avancierte Ende der 1960er Jahre zu einer der bekanntesten Figuren der Pop-Art-Bewegung. 1975 gründeten Jann Haworth und Peter Blake mit Graham Arnold und anderen Künstlern die Künstlervereinigung Brotherhood of Ruralists. 1979 trennten sich Jann Haworth und Peter Blake, 1984 erfolgte die Scheidung.
1981 schuf Haworth die Cover-Illustrationen von mehreren Shakespeare-Stücken für die klassische Arden-Ausgabe. Zwischen 1979 und 1989 veröffentlichte und illustrierte Haworth Kinderbücher ihres zweiten Mannes Richard Severy. In den 1990er Jahren verfasste sie drei Kunstbücher für Kinder: Paint (1993), Collage (1994) und zusammen mit ihrer Mutter Miriam Haworth Painting and Sticking (1995). 
1996 erhielt Haworth den Robert-Fraser-Award, der mit einem Stipendium für ein Studium in den Vereinigten Staaten verbunden war. Ab 1997 lebte sie im US-Bundesstaat Utah in Sundance oder in Salt Lake City. In Sundance gründete sie 1997 die Art Shack Studios und 1999 das Recycled Hot Glass Studio. Im Jahr 2000 war sie Mitbegründerin der Sundance Mountain Charter School, aus der später die Soldier Hollow Charter School wurde. 
In den 2000er Jahren wuchs die Bekanntheit von Jann Haworth erheblich. Namhafte Institutionen entdeckten ihre Vorreiterrolle in der Pop-Art-Bewegung der frühen 1960er Jahre und würdigten sie als bedeutende Künstlerin in einer von Männern dominierten Kunstwelt. Sie ist in den bekanntesten Retrospektiven der Pop Art vertreten, insbesondere in denen, die die historische Bedeutung der englischen Pop Art und die Rolle von Künstlerinnen hervorheben.
Im Jahr 2004 begann Jann Haworth in Salt Lake City die Arbeit an SLC PEPPER, einem 15 Meter breiten und 9 Meter hohen Wandbild, das eine zeitgemäße bürgerliche Version des Sgt.-Pepper-Covers darstellen soll. Zusammen mit mehr als 30 lokalen, nationalen und internationalen Künstlern schuf Haworth ein neues Set von „Heldinnen und Helden des 21. Jahrhunderts“ in Schablonen-Graffiti, die jeweils eine der ursprünglich dargestellten Persönlichkeiten ersetzen. Von den Beatles sind nur noch Umrisse zu sehen. SLC PEPPER wird als fortlaufendes Kunstprojekt weiterentwickelt. 2007 entwarf sie die Kostüme für zwei Produktionen der Rockoper Tommy von The Who. 
2009 schuf Haworth die Mannequin Defectors, eine Serie von korsetttragenden Schaufensterpuppen, die mit feministischen Protestplakaten ihre Auflehnung zum Ausdruck brachten. 2016 begannen Jann Haworth und ihre Tochter Liberty Blake die Arbeit an einem Wandbild mit dem Titel Work in Progress. Sieben Tafeln mit einer Gesamtlänge von 8,5 Meter und einer Höhe von 2,4 Meter sollen die Erfolge von Frauen auf verschiedensten Gebieten dokumentieren. Dargestellt sind die Köpfe von mehr als 100 einflussreichen Frauen, die entweder aus der Geschichte geschrieben oder an den Rand gedrängt wurden. Wie der Titel Work in Progress bereits andeutet, werden die Tafeln laufend um weitere Gesichter ergänzt.

## Ausstellungen

### Einzelausstellungen
- 1966: Robert Fraser Gallery, London
- 1966: Gallerie 20, Amsterdam
- 1968: Studio Marconi, Mailand
- 1969: Robert Fraser Gallery, London
- 1971: Sidney Janis Gallery, New York
- 1972: Arnolfini Gallery, Bristol
- 1974: Waddington Galleries, London
- 1993: Gimpel Fils Gallery, London
- 1995: Gimpel Fils Gallery, London
- 2000: Screening Room, Sundance
- 2006: James Mayor, London
- 2008: Galerie du Centre, Paris
- 2009: Wolverhampton Arts + Museums, Wolverhampton
- 2016: Galerie du Centre, Paris
- 2019: Pallant House Gallery, Chichester

### Gruppenausstellungen
- 1963: Four Young Artists. Institute of Contemporary Arts, London.
- 1963: Young Contemporaries. Royal Society of British Artists Galleries, London.
- 1968: Works from 1956 to 1967. Robert Fraser Gallery, London.
- 1968: Pop Art. Hayward Gallery, London.
- 1968: Prospect 68. Kunsthalle, Düsseldorf.
- 1970: Figures/Environments. Walker Art Center, Minneapolis.
- 1972: Sharp-Focus Realism by 28 Painters and Sculptors. Sidney Janis Gallery, New York.
- 1994: Worlds in a Box: Cornell, Fluxus, Herms, LeWitt, Samara. Whitechapel Art Gallery, London.
- 2004: Pop Art UK: British Pop Art, 1958–1972. Galleria Civica, Modena.
- 2004: Art and the 60s: This Was Tomorrow. Tate Britain, London.
- 2005: British Pop. Museo de Bellas Artes, Bilbao.
- 2007: Pop Art! 1956–1968. Scuderie del Quirinale, Rom.
- 2010: Seductive Subversion: Women Pop Artists, 1958–1968. University of the Arts, Philadelphia.
- 2010: Seductive Subversives. Brooklyn Museum, New York.
- 2011: Power Up: Female Pop. Kunsthalle, Wien.
- 2013: Work to Do: Trent Alvey, Pam Bowman, Jann Haworth, Amy Jorgensen. Brigham Young University Museum of Art, Provo.
- 2013: Hyper-realism. Museum Moderner Kunst Stiftung Ludwig, Wien.
- 2013: Pop and the Object. Acquavella Galleries, New York.
- 2013: Pop and Design. Louisiana Museum of Modern Art, Humlebæk, Moderna Museet, Stockholm, Barbican Centre, London.
- 2013: London 60’s. Christie’s, London.